# Peter Carl Pontén
Peter Carl Pontén, född 19 september 1802 i Hultsjö socken, Jönköpings län, död 23 maj 1857 i Skatelövs socken, Kronobergs län, var en svensk präst. 
Pontén, som var filosofie magister, var kyrkoherde i Skatelövs socken  samt prost och hovpredikant. 
Han tillhörde släkten Pontén från Småland och var son till prosten Johan Pontén och hans första hustru Eva Maria Kallström. Han gifte sig 1837 med Martina Charlotta Ekman (1815–1895). En son till paret var hovpredikanten Johan Pontén.